# جي بي إندوستريا وأرتيجياناتو 2016

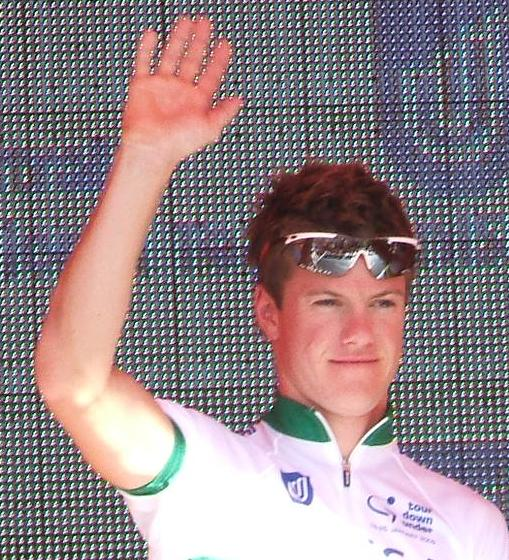

جي بي إندوستريا وأرتيجياناتو 2016 (بالإيطالية: Gran Premio Industria e Artigianato 2016 )‏ هو سباق دراجات هوائية، وهو الموسم رقم 39 من نفس السباق، وأقيم في 6 مارس 2016، وامتدّ لمسافة 199.2 كيلومتر، وهو أحد سباقات طواف أوروبا للدراجات 2016، وهو من نوع سباق الدراجات، وقد شارك في السباق 132 متسابقاً ووصل إلى نهايته 74 متسابقاً.
فاز فيه بالمركز الأول سيمون كلارك، وبالمركز الثاني Andrea Fedi ‏، وبالمركز الثالث جيوفاني فيسكونتي.

## الفرق
| فرق عالمية (7)- أستانا - Cannondale - IAM Cycling - Katusha - Lampre-Merida - موفيستار - Orica-GreenEDGE فرق قارية محترفة (8)- أندروني جوكاتولي-سيدرمك 2016 ‏ - Bardiani CSF - Bora-Argon 18 - كاجا رورال-سيغوروس 2016 ‏ - غازبروم روسفيلو ‏ - نيبو-فيني فانتيني-يوربا أوفيني ‏ - تيم نوفو نورديسك ‏ - ويلير تريستينا-سيل إيطاليا ‏ فرق وطنية (2)- فريق إيطاليا لركوب الدراجات للرجال 2016 ‏ - فريق فنزويلا لركوب الدراجات للرجال 2016‏ |  |
| |  |

## الفائزون
| الترتيب | الفائز           |
| ------- | ---------------- |
| الفائز  | سيمون كلارك      |
| الثاني  | Andrea Fedi ‏     |
| الثالث  | جيوفاني فيسكونتي |

## وصلات خارجية
- الموقع الرسمي
- جي بي إندوستريا وأرتيجياناتو 2016 على موقع إحصائيات الدراجات الإحترافية (الإنجليزية)